# Kim Kwang-sun
Kim Kwang-sun   (Jeollabuk-do, 8 de juny de 1964) és un boxejador sud-coreà, ja retirat, guanyador d'una medalla olímpica.
El 1984 va prendre part en els Jocs Olímpics d'Estiu de Los Angeles, on quedà eliminat en sèries en la categoria del pes minimosca del programa de boxa. Quatre anys més tard, als Jocs de Seül, va guanyar la medalla d'or en la categoria del pes mosca del programa de boxa. En el seu palmarès també destaca una medalla d'or en els Jocs Asiàtics de 1986 i una medalla d'or en el Campionat d'Àsia de boxa amateur de 1987.
El 1990 va passar al professionalisme. Es va retirar el 1993, després de vuit combats disputats, amb un balanç de sis victòries i dues derrotes. El 1992 es va enfrontar a Humberto González pel títol de pes minimosca del Consell Mundial de Boxa i el 1993 a Michael Carbajal pels títols de pes minimosca del Consell Mundial de Boxa i la Federació Internacional de Boxa.